# Süpercross Baden
Le Süpercross de Baden est une compétition de cyclo-cross disputée à Baden, en Suisse. Elle rentre dans le calendrier de la première édition de l'EKZ CrossTour, challenge réunissant quatre épreuves suisses.

## Palmarès

### Hommes
| Année | Vainqueur         | Deuxième          | Troisième        |
| ----- | ----------------- | ----------------- | ---------------- |
| 2011  | Zdeněk Štybar     | Francis Mourey    | Lukas Flückiger  |
| 2012  | Francis Mourey    | Lukas Flückiger   | Enrico Franzoi   |
| 2013  | Philipp Walsleben | Francis Mourey    | Egoitz Murgoitio |
| 2014  | Francis Mourey    | Philipp Walsleben | Bryan Falaschi   |
| 2015  | Laurens Sweeck    | Philipp Walsleben | Francis Mourey   |

### Femmes
| Année | Vainqueur                 | Deuxième         | Troisième             |
| ----- | ------------------------- | ---------------- | --------------------- |
| 2011  | Hanka Kupfernagel         | Jasmin Achermann | Pavla Havlíková       |
| 2012  | Marlène Morel-Petitgirard | Jasmin Achermann | Lucie Chainel-Lefèvre |
| 2013  | Sanne Cant                | Sophie de Boer   | Nicole Koller         |
| 2014  | Eva Lechner               | Nicole Koller    | Sanne Cant            |
| 2015  | Eva Lechner               | Pavla Havlíková  | Sina Frei             |